# Matignicourt-Goncourt

Matignicourt-Goncourt este o comună în departamentul Marne, Franța. În 2009 avea o populație de 114 de locuitori.